# Санги, Владимир Михайлович
Владимир Михайлович Санги́ (род. 1935) — нивхский писатель и публицист. Автор книг на нивхском и русском языках.

## Биография
Родился 18 марта 1935 года в стойбище Набиль в Восточно-Сахалинском районе Сахалинской области. В 1959 году по окончании ЛГПИ имени А. И. Герцена начал преподавать в Александровском педагогическом училище и вступил в КПСС. В 1960 году переехал в Восточно-Сахалинский район, где ему предложили должность инспектора райисполкома по делам народов Севера, работал учителем интерната в п. Ноглики. Член СП СССР с 1962 года. В 1965 году окончил Высшие литературные курсы.
С середины 1960-х жил в Москве, с 1975 года секретарь правления СП РСФСР. После перестройки переехал на Сахалин, в 1993 году избран вождём родов Кет Восточнобережного Сахалина и бассейна реки Тыми. Член Международной Лиги защиты прав и свобод человека при Экономическом и Социальном Совете ООН.
Владимир Санги — основатель нивхской литературы, один из авторов реформы нивхского алфавита (введен в действие Советом Министров РСФСР 29 июня 1979 года), автор правил нивхской орфографии, нивхского букваря, учебника нивхского языка, учебников для нивхских школ, книг для чтения на нивхском языке, издатель русских классиков в переводе на нивхский язык.
В его творчестве видна сохранённая в мифах связь человека с природой, с миром животных и с духовными силами, которые определяют материальное бытие.
В 2015 году, в связи с 80-летним юбилеем писателя, нефтегазовая компания Сахалин Энерджи вручила ему сертификат, подтверждающий, что рубиновой звезде седьмой величины в созвездии Рыб присвоено имя «Владимир Санги».
Также, в штаб-квартире ЮНЕСКО в Париже, 18 марта состоялось заседание круглого стола «Сохранение и популяризация культурного и языкового наследия коренных народов севера Сахалина (нивхов)». Мероприятие было приурочено к 80-летнему юбилею Владимира Михайловича Санги. По решению Министра иностранных дел Российской Федерации Сергея Лаврова мероприятие прошло под эгидой Комиссии РФ по делам ЮНЕСКО.

## Произведения
- Нивхские легенды. — Южно-Сахалинск: Сахалинское кн. изд-во, 1961. — 52 с.
- Солёные брызги: Стихи. — Южно-Сахалинск: Сахалинское кн. изд-во, 1962. — 36 с. — (Поэты Сахалина). — 2000 экз.
- Семипёрая птица: Рассказы и легенды. — М.: Детская литература. — 80 с. — 85 000 экз.
- Ложный гон, 1965, 1966
- Первый выстрел, 1965
- Легенды Ыхмифа, 1967, 1974
- Женитьба Кевонгов, 1975, 1977
- Месяц рунного хода, 1985
- Путешествие в стойбище Лунво, 1985
- Человек Ых мифа, 1986
- Морская поэма, 1988
- Эпос сахалинских нивхов, 2013

## Публикации в периодике
- Следы: стихотворение // Молодая гвардия. — 1962. — 7 октября (№ 201). — С. 3.
- Северный дневник: 1. Разведка характеров (очерк) // Молодая гвардия. — 1962. — 12 октября (№ 204). — С. 4.
- Северный дневник: 2. Дагинский горизонт (очерк) // Молодая гвардия. — 1962. — 13 октября (№ 205). — С. 4.
- Ритм жизни: Заметки писателя // Советский Сахалин : газета. — 1962. — 6 ноября (№ 264). — С. 3.
- Строитель: стихотворение // Советский Сахалин. — 1962. — 2 декабря (№ 285). — С. 4.
- Загадка «Тымского чёрта»: очерк // Молодая гвардия. — 1962. — 4 ноября (№ 221). — С. 3.
- Малун и Закун: рассказ // Советский Сахалин. — 1963. — 6 января (№ 5). — С. 4.
- Семипёрая птица: повесть-быль // Молодая гвардия. — 1963. — 13 февраля (№ 31—34).; до 17 февраля
- Долг писателя // Молодая гвардия. — 1963. — 13 марта (№ 51). — С. 1, 3.
- Адресат Горького: очерк // Советский Сахалин. — 1963. — 24 марта (№ 71). — С. 3.
- Ты прекрасна как снег... (стихотворение) // Молодая гвардия. — 1963. — 14 апреля (№ 74). — С. 3.
- Здравствуй, край мой! (лирическая поэма) // Молодая гвардия. — 1963. — 28 апреля (№ 84). — С. 3.
- Река: стихотворение // Молодая гвардия. — 1963. — 21 июля (№ 143). — С. 3.
- Изгин: рассказ // Советский Сахалин. — 1963. — 28 июля (№ 179). — С. 4.
- Сильнее огня: очерк // Молодая гвардия. — 1963. — 18 августа (№ 163). — С. 2.
- Новые стихи: Я северянин-нивх / Лебединое озеро / Баллада о неизвестном / Моё зимовье // Советский Сахалин. — 1963. — 25 августа (№ 202). — С. 4.
- Здравствуй, край мой! (стихотворение) // Советский Сахалин. — 1963. — 17 ноября (№ 272). — С. 2.
- У нефтеразведчиков: стихотворение // Молодая гвардия. — 1963. — 22 декабря (№ 253). — С. 4.
- Тебя как назовут? (стихотворение) // Советский Сахалин. — 1964. — 1 января (№ 1). — С. 2.
- Первый выстрел: рассказ // Советский Сахалин. — 1964. — 19 января (№ 19). — С. 3.
- Ложный гон: главы из романа // Советский Сахалин. — 1965. — 29 мая (№ 125). — С. 3.; до 13 июня
- Тюлень и камбала / «Мудрая» нерпа: сказки // Советский Сахалин. — 1965. — 21 ноября (№ 275). — С. 3.
- Ымхи и ахмалки / Откуда пошёл род Пал-нивнгун: отрывки из книги «Легенды Ых-мифа» // Советский Сахалин. — 1966. — 24 июля (№ 176). — С. 4.
- На болоте: сказка / Из книги «Легенды Ых-мифа»: Два подростка и шаман-милк // Советский Сахалин. — 1966. — 21 августа (№ 199). — С. 4.
- Пила-Тайхур: отрывок из романа // Советский Сахалин. — 1967. — 5 февраля (№ 31). — С. 3.
- Тынграй: маленькая повесть // Советский Сахалин. — 1967. — 18 июня (№ 142). — С. 3.; до 21 июня
- На острове Тюлений: очерк // Советский Сахалин. — 1969. — 18 октября (№ 247). — С. 3.; в 8 номерах до 1 ноября
- Люди Ке-вонгун едут за невестой: отрывок из романа «Пила-тайхур» // Огонёк. — 1970. — Февраль (№ 7). — С. 12—14.
- Испытание: отрывок из романа «Пила-Тайхур» // Советский Сахалин. — 1970. — 6 июня (№ 132). — С. 3.
- В долине Тыми: заметки писателя // Советский Сахалин. — 1970. — 26 сентября (№ 228). — С. 3.; в 4 номерах до 20 сентября
- Жизнь зовёт: О прошедшем годе и планах на новый рассказывает писатель Владимир Санги // Советский Сахалин. — 1970. — 31 декабря (№ 308). — С. 4.
- Фарт Чочуны: отрывок из романа «Пила-Тайхур» // Советский Сахалин. — 1972. — 5 марта (№ 55). — С. 3.
- Братья в семье народов: статья // Советский Сахалин. — 1972. — 19 марта (№ 66). — С. 2.

## Награды и премии
- Государственная премия РСФСР имени М. Горького (1988) — за роман «Путешествие в стойбище Лунво» (1985)
- Орден «Знак Почёта» (1977)
- Медаль «За доблестный труд. В ознаменование 100-летия со дня рождения Владимира Ильича Ленина» (1970)
- медаль «За верность Северу» (2009)
- Орден Дружбы (24 марта 2006 года) — за заслуги в области культуры и искусства, многолетнюю плодотворную деятельность[7]
- Орден «За заслуги в культуре и искусстве» (8 июля 2024 года) — за большой вклад в развитие отечественной культуры и искусства, многолетнюю плодотворную деятельность[8]

## Избранное
- Санги В. М. Избранные произведения: В 2 томах. — Южно-Сахалинск: Сахалинское книжное издательство, 2000. — Т. 1. — 327 с. — 1000 экз. — ISBN 5-88-453-032-3.
- Санги В. М. Избранные произведения: В 2 томах. — Южно-Сахалинск: Сахалинское книжное издательство, 2000. — Т. 2. — 285 с. — 1000 экз. — ISBN 5-88-453-032-3.